# Jake Helgren
Jacob "Jake" Helgren (ur. 28 listopada 1981 r. w Elgin) − amerykański scenarzysta, producent i reżyser filmowy. Autor slasherów Bloody Homecoming (2012) i Varsity Blood (2014).
Absolwent St. Edward’s University. Zdobywca nagrody Elite Prize for Comedy podczas konkursu FilmMakers Writing Competition. Związany z wytwórnią DAVED Productions. Jest gejem.

## Filmografia (wybór)
| - 2016: All Hallows' Eve - 2016: Merry Exes - 2016: The Legend of Alice Flagg - 2016: Country Crush (scenarzysta konsultacyjny) - 2016: Accidental Engagement - 2016: Nightmare Nurse - 2016: Suicide Note - 2016: Terror Birds - 2015: A Dogwalker's Christmas Tale - 2014: 12 Dog Days of Christmas - 2014: A Belle for Christmas - 2014: Varsity Blood - 2014: 1 Chance 2 Dance - 2012: Bloody Homecoming - 2011: Finding Mr. Wright - 2006: Severed Lives | - 2017: Gory Graduation - 2016: All Hallows' Eve - 2016: Merry Exes - 2016: The Legend of Alice Flagg - 2016: Accidental Engagement - 2016: Suicide Note - 2016: Terror Birds - 2015: A Dogwalker's Christmas Tale - 2015: Wishing Out Loud - 2014: 12 Dog Days of Christmas - 2014: Varsity Blood - 2014: 1 Chance 2 Dance - 2012: Bloody Homecoming (producent w fazie postprodukcji) - 2006: Severed Lives |

### Reżyser
- 2016: Merry Exes
- 2016: The Legend of Alice Flagg
- 2016: Suicide Note
- 2014: Varsity Blood
- 2006: Severed Lives (film krótkometrażowy)